# Sly cat girl
sly cat girl（スライキャットガール）は、日本のメロディック・パンク・バンド。

## 概要
- 2020年、大阪府で結成[1]。
- みゆってぃ（Gt、Vo）、Yumi（Dr､Cho）にサポートメンバーを加えたスリーピースで大阪を中心に活動する。
- 英詩であったデモから、日本詞へシフト。
- バンド名の由来は、結成当初のメンバーが持ち寄った名前から、みゆってぃが好きな単語を選択して決定[2]。

## メンバー
みゆってぃ
ギター、ボーカル担当。
Yumi
ドラム、コーラス担当。

## ディスコグラフィ

### 配信限定
|     | 発売日         | タイトル | 収録曲 | 規格品番 | 最高位 | 備考 |
| --- | -------------- | -------- | ------ | -------- | ------ | ---- |
| 1st | 2022年11月22日 | LIFE     | LIFE   | -        | -      |      |